# Antoni Rebassa
Antoni Rebassa (1961) és un botànic, pteridòleg, i professor mallorquí.
És professor de producció vegetal de la "Unitat de Botànica", de la Facultat de Ciències de la Universitat de València; on desenvolupa activitats científiques en corologia de plantes vasculars i conservació dels recursos fitogenètics. Ha col·laborat durant molts anys en l'obra Flora iberica.